# Papiliolebias
Papiliolebias – rodzaj ryb karpieńcokształtnych z rodziny strumieniakowatych (Rivulidae).

## Klasyfikacja
Gatunki zaliczane do tego rodzaju:
- Papiliolebias bitteri
- Papiliolebias hatinne